# フォートワース・フライヤーズ
フォートワース・フライヤーズ（Fort Worth Flyers）はNBAデベロップメント・リーグ（以下NBADL）に加盟しているプロバスケットボールチーム。本拠地はアメリカ合衆国テキサス州フォートワース。現在は活動休止中。

## 歴史
2005年、NBADLのリーグ拡張にともなって設立された。初年度の2005-06シーズンから好成績を残して決勝トーナメントの決勝戦に勝ち進んだが、アルバカーキ・サンダーバーズ相手に敗北した。
2006-07シーズン終了後、チーム経営が芳しくないことからフォートワースでの活動休止を表明。新しいフランチャイズを模索することになった。
日本人の大貫崇がトレーナーとして所属し、Dリーグオールスター2007にも名を連ねた。

## 過去に所属した選手
- ケレンナ・アズバイク（Kelenna Azubuike）
- アイミ・ウドカ（Ime Udoka）
- マーテル・ウェブスター（Martell Webster）